# Neubaulokomotive

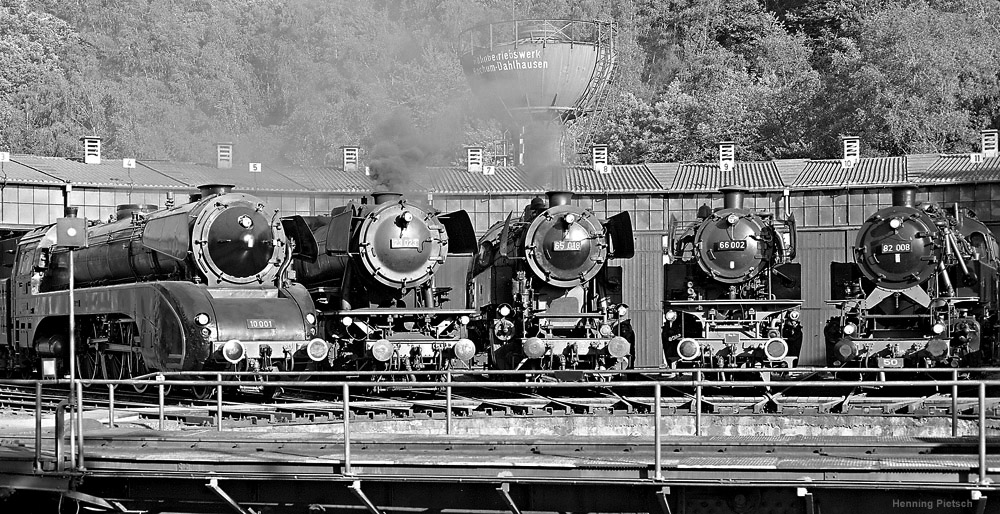
Vertreter aller fünf DB-Neubaudampfloks

Als Neubaulokomotive werden die für die Deutsche Bundesbahn zwischen 1950 und 1959 gebauten Dampflokomotiven der Baureihen 10, 23, 65, 66 und 82 sowie die für die Deutsche Reichsbahn zwischen 1952 und 1960 gebauten Dampflokomotiven der Reihen 23.10, 25.10, 50.40, 65.10, 83.10, 99.23–24 und 99.77–79 bezeichnet.
Mit dieser Begriffswahl werden die Neukonstruktionen der beiden deutschen Nachkriegsbahnen von den zu Zeiten der Deutschen Reichsbahn bis zum Ende des Zweiten Weltkrieges entworfenen Einheitslokomotiven unterschieden. Wesentliche Unterschiede der Neubauten zu den früheren Einheitslokomotiven sind vollständig geschweißte Blechrahmen (aus Grobblechen) anstelle der Barrenrahmen und die ebenfalls vollständig geschweißten leistungsfähigeren Dampfkessel mit stärkerer Betonung der Strahlungsheizfläche und überwiegend auch Verwendung einer Verbrennungskammer.

## Neubaulokomotiven der Deutschen Bundesbahn

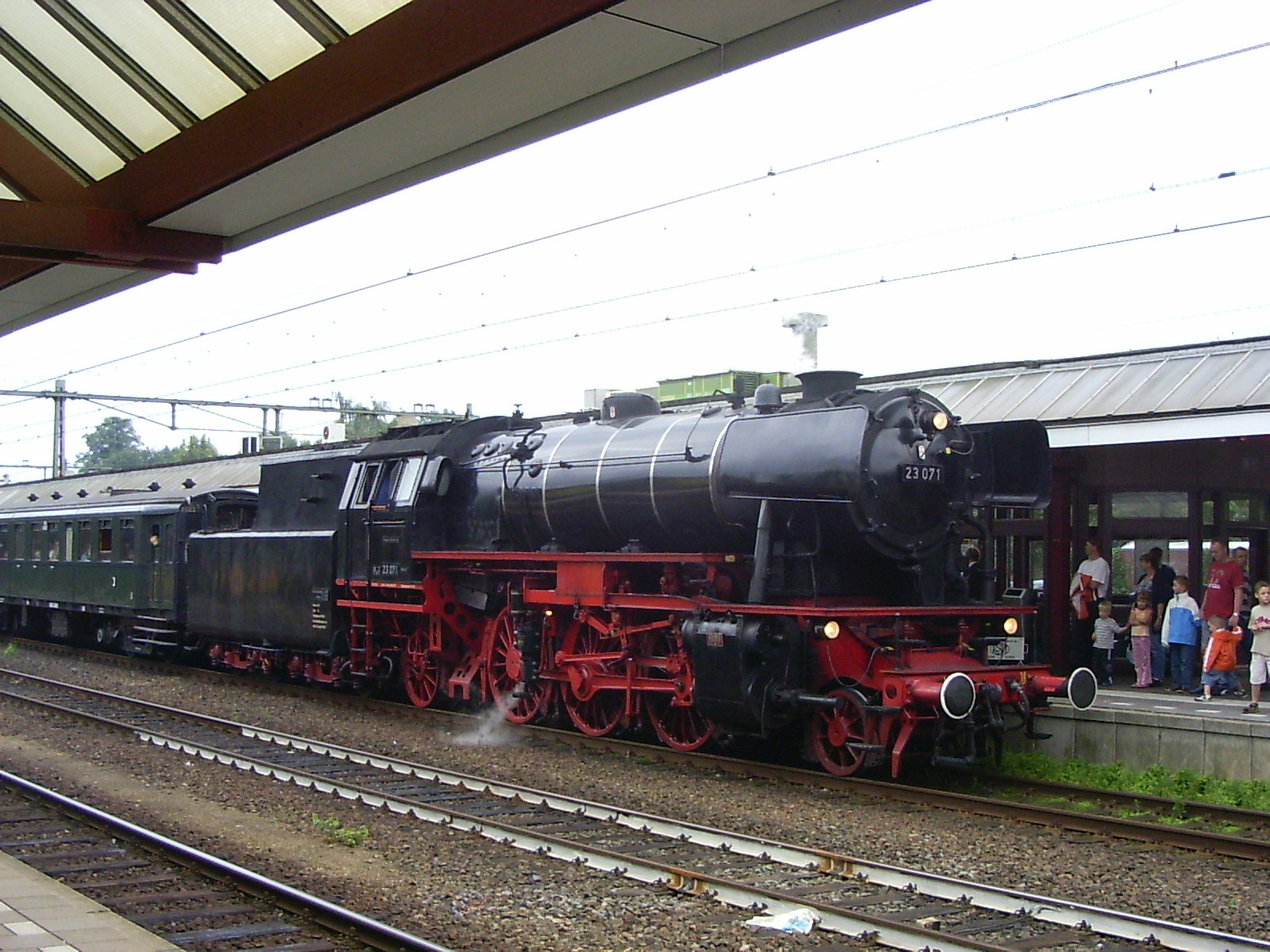
Baureihe 23 der DB

Die Neubaulokomotiven der Deutschen Bundesbahn wurden bei dieser auch als Einheitslokomotiven 1950 bezeichnet. Ihre Konstruktion wurde wesentlich durch Friedrich Witte, den zuständigen Dezernenten im Bundesbahn-Zentralamt Minden, beeinflusst, der daher auch als „Vater der Neubaulokomotiven“ gilt.
Die Kessel dieser Lokomotiven wurden konstruktiv auf eine dauernde Heizflächenbelastung von 70 kg verdampften Wassers pro m² Heizfläche und Stunde, kurzfristig bis zu 85 kg/m²h, ausgelegt (zum Vergleich: bei den Einheitslokomotiven der DRG wurde von einer Heizflächenbelastung von 57 kg/m²h ausgegangen). Die Überhitzer waren so ausgelegt, dass dauerhaft Dampftemperaturen von über 400 °C erreicht werden. Die Rostflächen bemaß man hingegen knapp, um die Feuerungsverluste während der Stillstandszeiten zu beschränken. Im Interesse eines guten Abbrandes der Kohlen im Feuerbett auch bei Bedienungsfehlern oder schlechteren Kohlenqualitäten wurde neben reichlicher Luftzufuhr am Bodenring des Stehkessels auf eine kräftigere Blasrohrwirkung und damit bessere Feueranfachung als bei den älteren Einheitslokomotiven geachtet. Nicht zuletzt zum Zwecke des Betriebs der Hilfsmaschinen wie Luft- und Speisepumpe mit Heißdampf versuchte man statt des bewährten Naßdampfreglers Heißdampfregler einzusetzen.
Beim Laufwerk der Lokomotiven bemühte man sich um eine weitgehende Anwendung von Wälz- anstelle von Gleitlagern. Auf hohe Rückwärtsfahrgeschwindigkeiten der Fahrzeuge (z. B. bei der Baureihe 23) wurde Wert gelegt, ebenso auf gute Arbeitsbedingungen für das Lokpersonal durch allseits geschlossene Führerhäuser mit gepolsterten Sitzen, Zusammenfassung von Anzeigeinstrumenten zu Pulten usw.
Optisch unterschieden die Neubauloks der DB sich von den älteren Einheitslokomotiven durch silbern glänzende Kesselverkleidungsspannbänder, die Anordnung der Sandkästen beidseits des Kessels in Höhe des Umlaufes statt auf dem Kesselscheitel sowie die insgesamt ruhigere Linienführung. Auf Betreiben von Witte und dem an der Entwicklung der Neubaulokomotiven maßgeblich beteiligten Henschel-Oberingenieur Bruno Riedel erhielten die Lokomotiven zudem eine „Caledonian“-Krempe am Schornstein. Bei den Baureihen 23, 65 und 66 wurden die unteren Spitzenlichter nicht mehr auf der Pufferbohle, sondern zurückgesetzt unter dem Umlaufblech bzw. auf den Zylindern angeordnet.
Liste der DB-Neubaulokomotiven
| Bild | Baureihe | Gattung  | Anzahl (davon erhalten) | Bauzeit   | Achsfolge | Achslast | Bemerkung                                                                                       |
| ---- | -------- | -------- | ----------------------- | --------- | --------- | -------- | ----------------------------------------------------------------------------------------------- |
|      | 10       | S 36.22  | 2 (1)                   | 1957–1958 | 2’C1’ h3  | 22 t     |                                                                                                 |
|      | 23       | P 35.18  | 105 (8)                 | 1950–1959 | 1’C1’ h2  | 18 t     | Lokomotive 23 105 wurde 1959 als letzte Dampflokomotive an die Deutsche Bundesbahn ausgeliefert |
|      | 65       | Pt 47.17 | 18 (1)                  | 1951–1956 | 1’D2’ h2t | 17 t     |                                                                                                 |
|      | 66       | Pt 36.16 | 2 (1)                   | 1955–1956 | 1’C2’ h2t | 16 t     |                                                                                                 |
|      | 82       | Gt 55.18 | 41 (1)                  | 1950–1955 | E h2t     | 18 t     |                                                                                                 |

## Neubaulokomotiven der Deutschen Reichsbahn

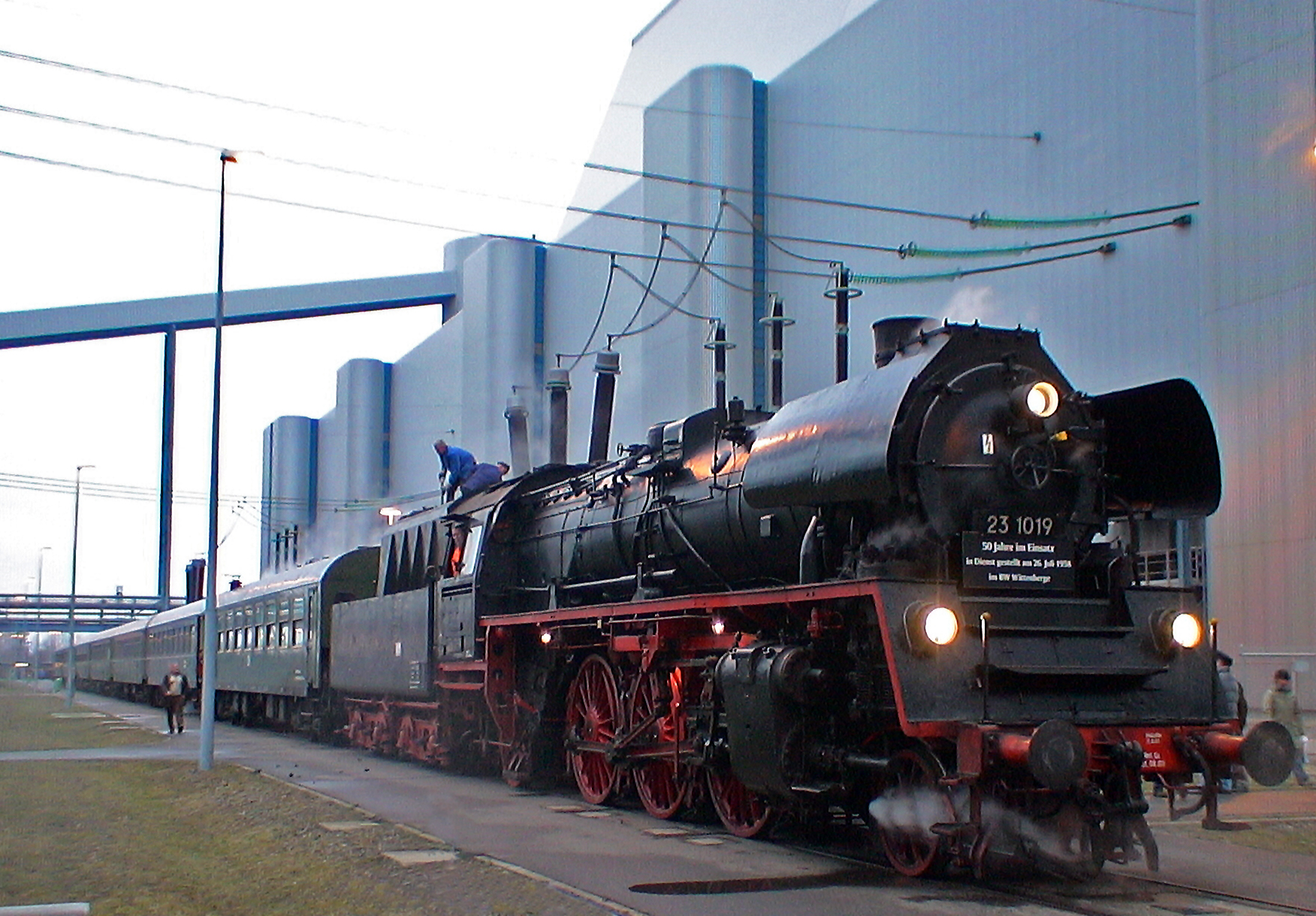
Baureihe 23.10 der DR

Bei den Neubaulokomotiven der Deutschen Reichsbahn in der DDR waren die Kessel auf eine dauernde Verdampfungsleistung von rund 65 bis 75 kg/m²h ausgelegt. Im Gegensatz zur Bundesbahn wurden bei der Reichsbahn die Rostflächen großzügig bemessen, um auch Braunkohle bzw. Braunkohlenbriketts, die einen erheblich geringeren Heizwert haben, nutzen zu können. Diese Konstruktion ermöglichte ebenfalls die Nutzung von Brennstoffgemischen aus Briketts und Steinkohle. Zum Einbau von vollständig geschlossenen Führerhäusern bei Schlepptenderlokomotiven und zur Umstellung der Achs- und Stangenlager auf Rollenlager konnte sich die DR nicht entschließen. Eine Ausnahme bildeten die Laufradsätze der Lokomotiven der Reihe 23.10.
Liste der DR-Neubaulokomotiven
| Bild | Baureihe | Gattung  | Anzahl (davon erhalten) | Bauzeit   | Achsfolge | Achslast                             | Bemerkung |
| ---- | -------- | -------- | ----------------------- | --------- | --------- | ------------------------------------ | --- |
|      | 23.10    | P 35.18  | 113 (6)                 | 1956–1959 | 1’C1’ h2  | 18 t                                 | |
|      | 25       | P 45.18  | 2 (–)                   | 1954–1955 | 1’D h2    | 17 t (25 001/25 1002) 18 t (25 1001) | Lokomotive 25 001 wurde 1958 in 25 1002 umgenummert |
|      | 50.40    | G 56.15  | 88 (1)                  | 1956–1960 | 1’E h2    | 15 t                                 | Lokomotive 50 4088 wurde 1960 als letzte Dampflokomotive an die Deutsche Reichsbahn ausgeliefert und war damit die letzte von einer deutschen Staatsbahn in Dienst gestellte Dampflokomotive |
|      | 65.10    | Pt 47.17 | 88 (3)                  | 1954–1957 | 1’D2’ h2t | 17 t                                 | 7 weitere Exemplare wurden an die Leuna-Werkbahn geliefert |
|      | 83.10    | Gt 47.15 | 27 (–)                  | 1954–1957 | 1’D2’ h2t | 15 t                                 | |
|      | 99.23–24 | K 57.10  | 17 (17)                 | 1954–1956 | 1’E1’ h2t | 15 t                                 | Schmalspur 1000 mm |
|      | 99.77–79 | K 57.9   | 24 (22)                 | 1952–1956 | 1’E1’ h2t | 9 t                                  | Schmalspur 750 mm, 2 weitere Exemplare wurden an die Mansfeld-Werkbahn geliefert |